# Poprad-Tatry ATP Challenger Tour
Il Poprad-Tatry ATP Challenger Tour è stato un torneo professionistico maschile di tennis giocato su campi in terra rossa all'aperto. Faceva parte dell'ATP Challenger Tour e si è tenuto annualmente dal 2015 al 2018 al Tenisove Kurty Mesta di Poprad, in Slovacchia.

## Storia
Il torneo nasce nel 2003 a Košice con il nome Košice Open, già allora faceva parte del circuito Challenger e resta in questa città fino al 2014. Nel 2015 viene trasferito nella nuova sede di Poprad sotto il nome Poprad-Tatry ATP Challenger. Nel 2019 viene spostato a Bratislava e viene rinominato Bratislava Open.

## Albo d'oro

### Singolare
| Anno | Campione            | Finalista               | Punteggio     |
| ---- | ------------------- | ----------------------- | ------------- |
| 2018 | Jozef Kovalík       | Arthur De Greef         | 6–4, 6–0      |
| 2017 | Cedrik-Marcel Stebe | Laslo Đere              | 6–0, 6–3      |
| 2016 | Horacio Zeballos    | Gerald Melzer           | 6–3, 6–4      |
| 2015 | Adam Pavlásek       | Hans Podlipnik-Castillo | 6–2, 3–6, 6–3 |

### Doppio
| Anno | Campioni                       | Finalisti                               | Punteggio         |
| ---- | ------------------------------ | --------------------------------------- | ----------------- |
| 2018 | Tomislav Brkić Ante Pavić      | Nikola Ćaćić Luca Margaroli             | 6–3, 4–6, [16–14] |
| 2017 | Mateusz Kowalczyk Andreas Mies | Luca Margaroli Tristan-Samuel Weissborn | 6–3, 7–6(3)       |
| 2016 | Ariel Behar Andrej Golubev     | Lukáš Dlouhý Andrej Martin              | 6–2, 5–7, [10–5]  |
| 2015 | Roman Jebavý Jan Šátral        | Norbert Gombos Adam Pavlásek            | 6–2, 6–2          |